# Proteína surfactante D
La proteína surfactante D, también denominada PSP-D o SP-D debido a sus iniciales en inglés, está constituida básicamente por colágeno y glucoproteínas; se trata de una estructura primaria formada por 375 aminoácidos con un peso molecular aproximado de 42 kDa que a su vez forma subunidades más grandes. Esta proteína tiene capacidad de unión e interacción con glúcidos y lípidos a partir de iones Ca2+. Es una de las 4 proteínas que encontramos en el surfactante pulmonar (SP-A, SP-B, SP-C y SP-D), tanto la SP-A como la SP-D son proteínas hidrofílicas las cuales se encargan de proteger al surfactante pulmonar de posibles huéspedes a partir de la fagocitosis, además de la regulación ante procesos inflamatorios pulmonares y de la secreción del propio surfactante.
Se puede clasificar dentro de la familia de las colectinas ya que presenta un dominio colágeno N-terminal y otro lectina C-terminal característicos de estas.
Muchas patologías pulmonares presentan relación con dicha proteína, se ha demostrado por ejemplo relación con el asma, con alergias de tipo respiratorio y con infecciones víricas. Por lo que se trata de una biomolécula de gran importancia dentro del sistema respiratorio.

## Estructura

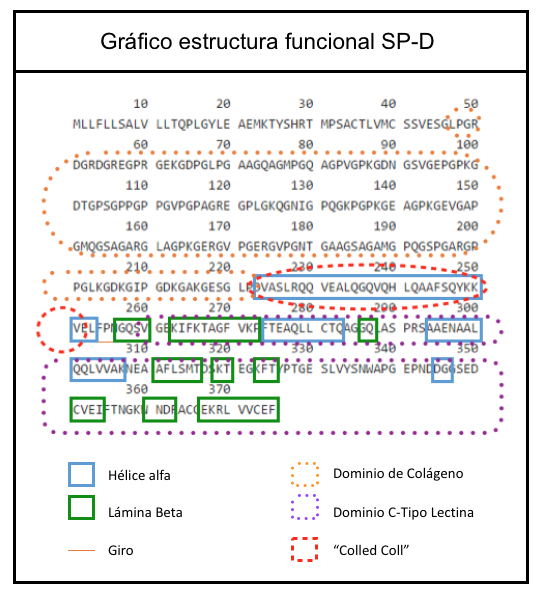
Secuencia aminoacídica, estructura y dominios funcionales de la SP-D.

El surfactante pulmonar tiene como componente principal fosfolípidos (90%), el más predominante es la dipalmitolfosfatidilcolina (DPPC) o también nombrada dipalmitoil-lectina que es el componente principal del surfactante. Por otro lado, tenemos un porcentaje (10% aprox.) de proteínas de las cuales la mitad son apoproteínas. Formando el surfactante pulmonar podemos encontrar en un porcentaje del 0,6% la proteína SP-D, se trata de una proteína hidrofílica de la familia de las lectinas mamíferas tipo C que contiene regiones de colágeno llamadas colectinas.
Su estructura primaria está organizada en cuatro regiones (gráfico SP-D):
1. Dominio N-terminal de cisteína, gracias al cual se puede dar la oligomerización.
2. Triple hélice de colágeno unida a la primera región y compuesta por una repetición de tripletes de glicinas X-Y.
3. Hélice α en “coiled coin” en el dominio “neck” gracias a la cual se produce el ensamblaje de las subunidades trimerizadas y de los dodecámeros.
4. Dominio C-terminal de reconocimiento de carbohidratos (CDR) compuesto por lectina tipo C formando una estructura globular.

Para mejorar su afinidad con los carbohidratos la proteína SP-D está compuesta por oligómeros de 130 kDa, subunidades que incluyen tres cadenas polipeptídicas idénticas de 43 kDa que reciben el nombre de trímeros cuya oligomerización es necesaria para llevar a cabo la mayoría de las funciones de la proteína surfactante D. En humanos esta proteína forma estructuras tetraméricas de 520 kDa con cuatro de estas unidades formando dodecámeros utilizando para ello enlaces disulfuro. 

## Funciones
La proteína surfactante D (SP-D), al igual que la SP-A, es una colectina considerada un componente muy importante para la inmunidad natural del pulmón y supone la primera línea de defensa contra patógenos en las superficies mucosas. Resulta esencial para la formación y dinámica de la película tensioactiva interfacial en el pulmón ya que la falta de un surfactante operativo se asocia al desarrollo de trastornos respiratorios graves.
Esta molécula, es muy versátil y está involucrada en una gran variedad de funciones incluyendo la neutralización viral, es decir, la eliminación de bacterias, hongos y células apoptóticas y necróticas que pudieran causar daños pulmonares.
Algunos estudios sugieren que ésta proteína puede ser un biomarcador para detectar de manera precoz la aparición o la evolución de ciertas enfermedades respiratorias importantes como pueden ser el virus gripal A H1N1, el asma, o la enfermedad pulmonar obstructiva crónica (EPOC). Este es uno de los motivos por los que esta proteína toma importancia, ya que puede favorecer el diagnóstico y, en consecuencia, el temprano tratamiento de dichas patologías. 
La SP-D, a su vez, influye en procesos biológicos como la formación del sistema inmune, el intercambio de gases en la respiración, la regulación de la producción de citocina, el desarrollo de los alvéolos pulmonares o la regulación de la fagocitosis.

## Localización
Las SP-D son sintetizadas en los pulmones y las células encargadas son las neumocitos tipo II. En los pulmones tienen como papel principal el de reducir la tensión superficial de la interfase aero líquida en los alveolos. También tienen un papel importante en la inmunidad innata humoral. 
Las SP-D van muy asociadas con las SP-A y la proteína del complemento C1q, tanto en los pulmones como en otras partes del cuerpo donde se han encontrado juntas, un ejemplo sería el útero durante el embarazo. Estudios recientes han encontrado la apoproteína SP-D en las primeras etapas del embarazo, incluyendo la implantación y la invasión del trofoblasto (grupo de células que provee nutrientes al embrión y se desarrolla como parte importante de la placenta) y el desarrollo de la placenta.

## Aplicaciones biomédicas
En los últimos años son numerosas las publicaciones que hablan de la importancia de la SP-D y su correlación con patologías tanto de índole pulmonar como sistémicas. No obstante, debido a su papel fundamental en la inmunidad humoral local de las vías respiratorias y su efecto tensoactivo en la interfase aero-líquida alveolar, hacen que esta proteína cobre un papel relevante en enfermedades que afecten al sistema respiratorio.
En la relación del SP-D y el asma se barajan diversas hipótesis; ya que se ven afectadas las superficies de intercambio de las vías respiratorias bajas, debido a un cambio inflamatorio en sus estructuras.
Diversos estudios demuestran que los niveles de SP-D plasmáticos guardan correlación con la severidad de dicha patología (mediante el uso del asma control test: nivel de tratamiento requerido para controlar sus síntomas) y las anormalidades funcionales a nivel alveolar.
Estudiando más a fondo los valores plasmáticos de dicha proteína tenso activa, vemos como los niveles más altos (12.5 +/- 17 ng/dl) se relacionan con el asma en su expresión más severa, siendo menos significativos en expresiones moderadas o leves (4.6 a 10.6 ng/dl). Además, se asocia a niveles altos de obstrucción pulmonar y asma mal controlado. Es posible que la inflamación producida en el asma haga más permeable a macromoléculas las membranas de las células bronquiales liberando así SP-D al torrente circulatorio mediante la microcirculación capilar. Otra hipótesis es que la inflamación induce a la síntesis de SP-D por las células indiferenciadas del epitelio alveolar, aumentando así sus niveles plasmáticos.

Otra de las funciones primordiales a nivel biológico de la SP-D es que sus dominios glicídicos de reconocimiento (CDRs) reconocen marcadores patogénicos de la superficie de determinados microorganismos e inducen su fagocitosis, siendo clave en la inmunidad innata humoral del sistema respiratorio. Esto es gracias a la unión Ca dependiente y de la Anhydro-Kdo (ARG-343, ASP-325).
Varios estudios también han relacionado a estas proteínas hidrofílicas (colectinas) asociadas al surfactante pulmonar (dipalmitolfosfatidilcolina) con enfermedades respiratorias obstructivas (EPOC). Mediante el estudio de marcadores de uso habitual como serían la PCR y el fibrinógeno podemos observar cómo se aprecian valores tributarios a una patología obstructiva en fases más avanzadas de la enfermedad, en cambio ciertos investigadores abren un nuevo enfoque mediante la evaluación de los niveles plasmáticos de SP-D. Se ha demostrado que en fases más tempranas de la enfermedad, estos valores ya se ven afectados y si además se asocia a métodos coadyuvantes de diagnóstico, como serían las características psicosociales del individuo, el hábito tabáquico y los signos propios de la enfermedad obstructiva respiratoria, facilitan la identificación de dicha patología en un lapso menor de tiempo. "Método diagnóstico con un valor de 18.5 ng/dl; sensibilidad 0.779, l - especificidad 0.115, y si correlacionamos con los otros indicativos aumentamos la sensibilidad hasta 0.890". También podemos apreciar niveles plasmáticos más bajos de SPD en pacientes en tratamiento con corticoesteroides inhalados y broncodilatadores.
También la deficiencia de SPD origina cambios inflamatorios y de la estructura alveolar. La SPD tiene la capacidad de reconocer el 1,3-β-glucogen (marcador glicídico relacionado con la respuesta alergénica inflamatoria). Además, niveles suprafisiológicos de SP-D recombinada humana (rfh-SPD) reducen la inflamación mediada por eosinófilos, la metaplasia mucosa, la "th2 citoquina" y el "parenquimal CCL11" asociados todos ellos al asma alérgico.
Polimorfismos en los genes codificadores del SP-D (SFTPD), se asocian con patologías obstructivas pulmonares. Uno de los inmunoreceptores a los que se une la SP-D se denomina "osteoclast-associated receptor" OSCAR en su región recombinada de colágeno. OSCAR se encuentra en un compartimiento intracelular de los marcrófagos alveolares junto a la SP-D. Dicha asociación secreta TNF-alfa. Esta unión no se encuentra solo en los pulmones sino también en otros procesos inflamatorios. Un ejemplo de ello sería, OSCAR: CCR2+ en monocitos inflamatorios. Promotor de la inflamación en las placas de ateroma arteriales.